# Knud Knabe
Knud Knabe (* 24. März 1941 in Karlsbad, Reichsgau Sudetenland) ist ein deutscher Bildhauer, der mit Arbeiten im öffentlichen Raum vor allem in Hamburg präsent ist.

## Leben und Werk
Knud Knabe kam im Jahr 1945 mit vier Jahren als Vertriebenenkind nach Hamburg. Er studierte von 1957 bis 1959 an der Werkkunstschule, heute Teil der HAW Hamburg. Von 1959 bis 1962 studierte er an der Hochschule für bildende Künste bei Tadeusz Kantor und Eduardo Paolozzi. Ab 1966 war er als Bildhauer tätig, daneben gestaltete er Ausstellungen. 1971 erhielt er den Edwin-Scharff-Preis der Freien und Hansestadt Hamburg. Knabe lebt und arbeitet in Hamburg.

## Kunst im öffentlichen Raum (Auswahl)

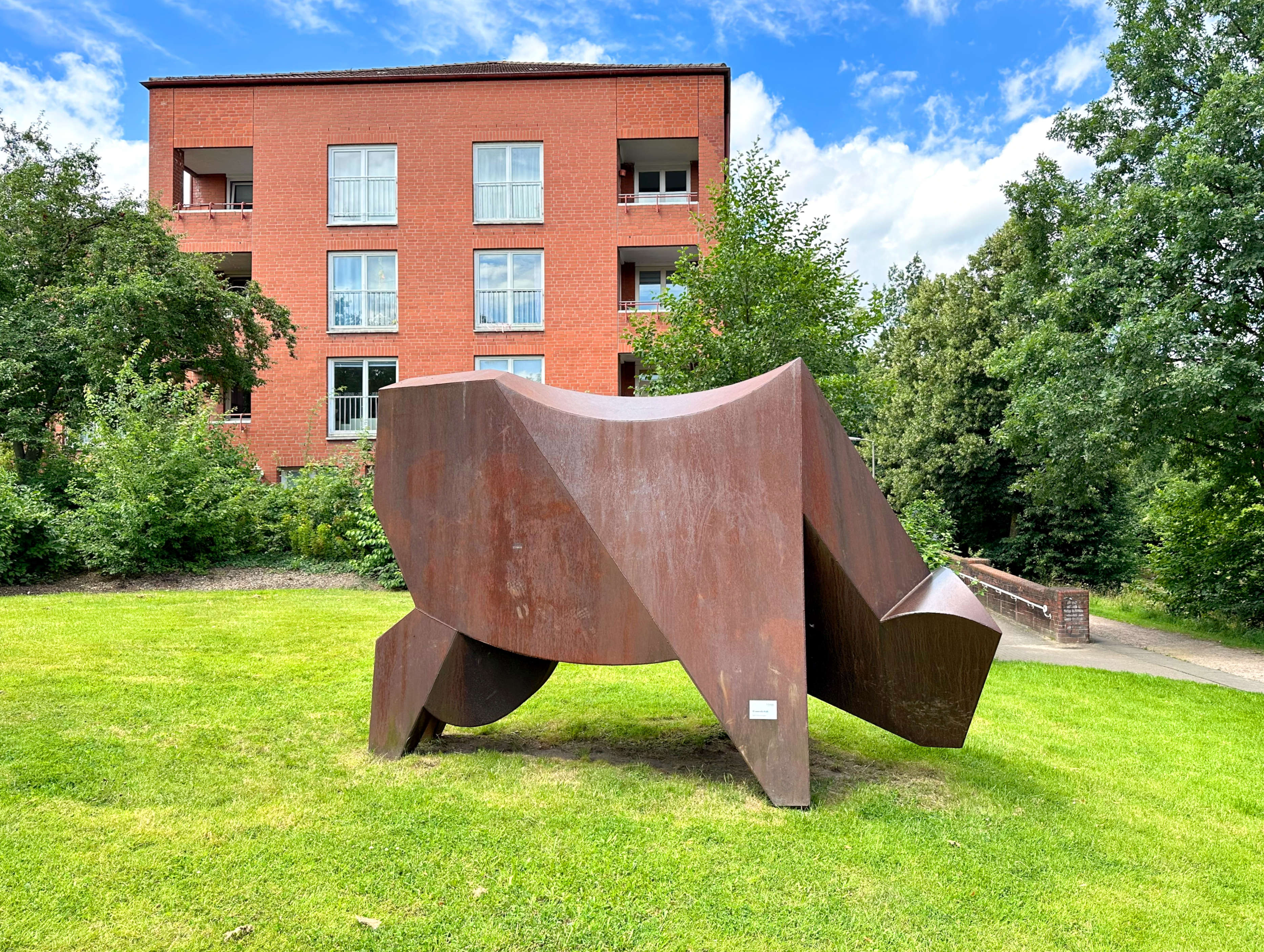
Grasende Kuh (1987)

- 1980: Tor, Edelstahl-Stelen, Reinbek
- 1987: Grasende Kuh, überdimensionale Stahlskulptur, Hamburg-Neuallermöhe
- 1990: Drei benutzbare Kunstobjekte, drei Raumskulpturen für Mümmelmannsberg, Hamburg-Billstedt
- 2003: Pforte in eine neue Heimat, Denkmal, Hamburg-Harburg